# Boisseau
Boisseau – miejscowość i gmina we Francji, w Regionie Centralnym, w departamencie Loir-et-Cher.
Według danych na rok 1990 gminę zamieszkiwało 99 osób, a gęstość zaludnienia wynosiła 12 osób/km² (wśród 1842 gmin Regionu Centralnego Boisseau plasuje się na 1033. miejscu pod względem liczby ludności, natomiast pod względem powierzchni na miejscu 1231.).